# Conotrochus typus
Espèce
Conotrochus typus est une espèce éteinte de corail appartenant à la famille des Caryophylliidae.

## Publication originale
- Seguenza, 1864 : Disquisizioni paleontologiche intorno ai corallarii fossili delle rocce Terziarie del distretto di Messina. Memorie della Reale Accademia delle Scienze di Torino, sér. 2, vol. 21, pp. 399-458 (texte intégral) (it).